# Oronz/Orontze
Oronz/Orontze (spanisch Oronz, baskisch Orontze) ist ein Ort und eine Gemeinde im gemischtsprachigen Teil der Autonomen Gemeinschaft Navarra mit 51 Einwohnern (Stand: 2024).

## Lage
Oronz/Orontze liegt etwa 52 Kilometer ostnordöstlich von Pamplona nahe der Grenze zwischen Frankreich und Spanien in einer Höhe von ca. 730 m.

## Sehenswürdigkeiten
- Peterskapelle